# Remi Piryns
Remi Piryns (Moerzeke, 16 augustus 1920 – Onze-Lieve-Vrouw-Waver, 10 augustus 2004) was een jurist die bekendstond om zijn Groot-Nederlandse overtuiging.

## Levensloop
Hij studeerde aan de Katholieke Universiteit Leuven en was te Leuven actief lid en preses (1941-1942) van KVHV Leuven en hoofdredacteur van De Blauwvoet (1940-1941) en van Ons Leven (1941-1942). In 1942 promoveerde hij tot doctor in de rechten en vestigde zich als advocaat in Antwerpen.
Vanaf de humaniora was hij lid van het AKDS (Algemeen Katholiek Diets Studentenverbond) en leidde er vanaf september 1939 de dienst vorming van de tot Diets Jeugdverbond hernoemde beweging werd hij in 1940 de algemene leider. Na vergeefs de zelfstandigheid van zijn organisatie te hebben betracht, aanvaardde hij toe te treden tot het bij het VNV behorende NSJV. Hij werd chef van het hoofdkwartier en plaatsvervanger van Edgar Lehembre binnen het NSJV.
Verdere activiteiten verstrengelden hem steeds meer met de collaboratie, ook al bleef hij zelf, in kleinere kring, zijn Groot-Nederlandse overtuigingen belijden. Hij was anderzijds medeorganisator van de NSJV-kaderdagen, leidde een Hitlerjugendkamp in Strassenhaus en was een van de drie hoofddienstleiders op het hoofdkwartier van het NSJV.
Dit had als gevolg dat hij na de bevrijding uit de Orde van Advocaten werd gesloten en in het interneringskamp in Lokeren terechtkwam. Hij werd na enkele maanden weer vrijgelaten en kwam er met een kleine veroordeling van af. Hij begon een boekhandel in Gent, maar werd na enkele jaren nationaal voorzitter van de Beroepsvereniging van de Wolindustrie.
In de gevangenis schreef hij het bekende lied "Gebed voor het Vaderland", getoonzet door zijn medegevangene Gaston Feremans:
Heer, laat het Prinsenvolk der oude Nederlanden
Niet ondergaan in haat, in broedertwist en schande;
Maak dat uit d'oude bron nieuw leven nogmaals vloeit,
Schenk ons de taaie kracht om fier, vol vroom vertrouwen,
Met nooit gebroken moed ons land herop te bouwen,
Tot statig als een eik voor U ons volk herbloeit.
Kort na zijn vrijlating in 1945 richtte Piryns Rommelpot (1945-1949) op, samen met zijn zwager Daniël Merlevede. Het satirische blad klaagde de wantoestanden of uitwassen van de repressie aan. Na 1949 hield hij zich niet meer met politiek bezig, maar bleef wel raadgever voor Volksunie-kopstukken Maurits Coppieters en Hugo Schiltz.
In 1966 werd hij enkele tijd opnieuw hoofdredacteur van Ons Leven tijdens de studentencontestaties. In 1970 werd hij eindredacteur van Neerlandia.
Eerst ondervoorzitter geworden van het Erasmusgenootschap, zorgde hij voor de toetreding ervan tot het Algemeen Nederlands Verbond (ANV) en werd ook daar ondervoorzitter.
In 1979 werd hij voorzitter van het ANC, het Algemeen Nederlands Congres vzw, dat vele jaren in de schaduw van het ANV Algemeen-Nederlands Congressen organiseerde. In 1981 kreeg de vereniging een ANV-Visser Neerlandia-prijs voor de organisatie van het 38ste Algemeen-Nederlands Congres. Piryns streefde heel zijn leven naar meer samenwerking tussen Nederland en Vlaanderen.
Piryns was tevens manager van transformatorenbouwer Pauwels Trafo in Mechelen en oprichter van de textielbeurs Textirama in Gent.
Piet Piryns, voormalig journalist bij Humo, Vrij Nederland en De Morgen en columnist bij Knack, is zijn zoon en Groen-politica Freya Piryns, die met Willem-Frederik Schiltz, de zoon van Hugo Schiltz, huwde zijn kleindochter.
Er bestaat een Remi Pirynsprijs, een initiatief van het Snellaert-Thijmfonds, opgericht in 1993, die wordt uitgereikt aan personen of verenigingen die zich verdienstelijk hebben gemaakt op het vlak van imago, taal en cultuur van Vlaanderen en Nederland.

## Publicatie
- Nederlandse integratie tussen droom en daad, Algemeen-Nederlands Verbond, 1984.